# 松村松年

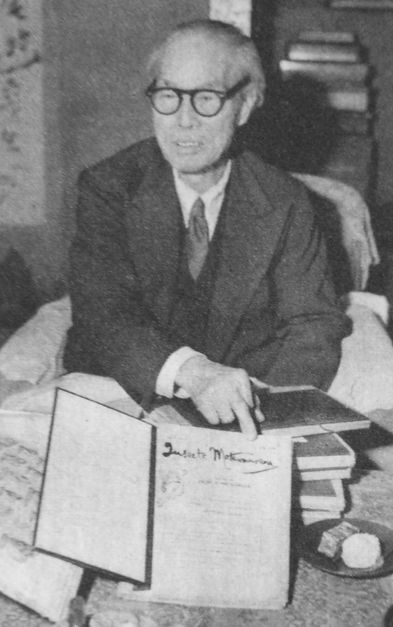
1954年

松村 松年（まつむら しょうねん、1872年4月12日（明治5年3月5日） - 1960年（昭和35年）11月7日）は、日本の昆虫学者。北海道大学名誉教授。理学博士、農学博士。日本の近代昆虫学の基礎を築いた先覚者で、「日本昆虫学の祖」と称される。日本産昆虫の和名の命名法を創案するとともに、日本産昆虫約1,200種の命名者である。教育者としても多くの昆虫学専門家を育成し、1898年（明治31年）に著した『日本昆虫学』は、日本人による近代昆虫学の最初の単行書として知られる。

## 経歴
兵庫県明石郡大明石町（現在の明石市）に漢学者・松村如年（如屏）の3男として生まれる。兄に画家で発明家の松村竹夫、キリスト教伝道者の松村介石、叔父の孫に橋本関雪がいる。
1884年（明治17年）、大阪川口・英和学舎（現・立教大学）入学。1885年（明治18年）6月に退学し、同年9月に、京都・同志社英学校に入学。のち退学し、上京する。
1886年（明治19年）8月、明治学院予備校に入学し、1887年（明治20年）6月、札幌農学校予科第3級に入学。1888年（明治21年）1月、札幌農学校に入学。当初は工科で学ぶが昆虫学を志し農科に移る。昆虫学は橋本左五郎に師事し、在学中の校長は新渡戸稲造であった。
1895年（明治28年）7月同校卒業（第13期）。同校研究生となり、1896年（明治29年）に札幌農学校助教授に就任。
1899年（明治32年）5月からドイツ・ベルリン大学やブダペストに留学し、1902年（明治35年）10月に帰国。札幌農学校教授となる。1903年（明治36年）理学博士となる。
1907年（明治40年）に札幌農学校の東北帝国大学移行に伴い東北帝国大学札幌農科大学教授に就任。1918年（大正7年）に札幌農科大学の北海道帝国大学独立に伴い北海道帝国大学農科大学教授となり1934年（昭和9年）に退官するまで昆虫学教室を主宰した。1919年（大正8年）農学博士となる。
1947年（昭和22年）まで日本昆虫学会会長を務めた。
1950年（昭和25年）、日本学士院（当時の第二部自然科学部門）会員になる。同年11月14日には、新会員一同が昭和天皇から皇居に招かれ午餐を陪食。食事後には、松村を含む会員らが各自の研究について奏上した。
1954年（昭和29年）に文化功労者となる。1959年（昭和34年）に明石市名誉市民。1960年（昭和35年）勲一等瑞宝章を受章。名前の松年の読みは、初めはマツトシの名を用いたが、後に自らショウネンを用いた。
日本の近代昆虫学を築いた人物であると評され、日本に生息する昆虫の命名法（和名）を創案した。学名に「Matsumura」とつく昆虫も数多い。1898年（明治31年）初版の『日本昆虫学』、1904年（明治37年）から始まる『日本千虫図解』シリーズは兄の松村竹夫の昆虫図とともに評価を得た。1926年（大正15年）に創刊した昆虫学雑誌『Insecta Matsumurana』は2022年現在においても刊行されている。
北海道大学の教授を務めていた際に住んでいた札幌市北8条西5丁目の家は、2023年（令和5年）現在九州料理店「ぶあいそ 別邸」として使われている。
墓所は雑司ヶ谷霊園にあり、布袋の像の形をしており、布袋塚と刻まれている。天保十二年の銘がある。
母校である立教学院校友会の顧問も務め、1928年（昭和3年）に設立された立教学院後援会でも顧問を務めた。立教学院校友会北海道支部会の支部長も務め、会合では毎回雄弁に語った。参加者たちは松村博士の一流の世相の観察にただ感嘆するばかりであったという。

## 栄典
- 1934年（昭和9年）5月2日 - 正三位[12]。
- 1954年（昭和29年）-　文化功労者、昆虫学者としては初めて[13]。

## 人物・エピソード
- 1877年（明治10年）に小学校に入ってから自製の捕虫網でトンボなどを追ったりして7回の落第のすえ札幌農学校を卒業。新渡戸稲造にその才を見ぬかれて29年同校の助教授となった。
- 著作については人の肩の高さがその人のなし得る最大限とされるが、松村は自分の肩を指して、「僕はもうここまで書いたよ」と北大退職数年前に言ったという[14]。
- 30年前あまり前の1992年、千葉県茂原市の旧NTT茂原支店敷地内の公衆電話ボックスに突然“出現”した体長2mの巨大なセミのオブジェ。モデルになったヒメハルゼミは、茂原市の郷土史家 林寿祐が発見し、松村が新種として確認、愛知県の女性昆虫学者が小さいという意味の「姫」を付けて「姫春蝉（ヒメハルゼミ）」と名付けた[15]。

## 著書
- 『日本有益虫一覧 説明』（池田次郎吉 編）東京興農園、1896年。
- 『日本有益虫一覧 図』（池田次郎吉 編）東京興農園、1896年。
- 『害虫駆除全書』東京興農園、1897年。
  - 『害虫駆除全書』（再版）東京興農園、1898年。
- 『日本昆虫学』裳華房、1898年。
  - 『日本昆虫学』（増補2版）裳華房、1899年。
  - 『日本昆虫学』（増訂3版）裳華房、1900年。
  - 『日本昆虫学』裳華房、-1907（10版）
  - 『復刻日本昆虫学』サイエンティスト社、1984年。
- 『日本害虫篇 上巻』裳華房、1899年。
- 『日本害虫篇 下巻』裳華房、1899年。
- 『最近昆虫学』警醒社書店、1905年。
  - 『最近昆虫学』豊江堂、1933年。
- 『日本昆虫総目録 第1巻』（蝶蛾之部）警醒社書店、1905年。
- 『日本昆虫総目録 第2巻』（甲蟲之部）警醒社書店、1915年。
- 『日本害虫目録』六盟館、1906年。
- 『昆虫分類学 上巻』警醒社書店、1907年。
- 『昆虫分類学 下巻』警醒社書店、1915年。
- 『新式昆虫標本全書』警醒社書店、1908年。
- 『日本益虫目録』六盟館、1908年。
- 『大日本害虫全書 前編』六盟館、1910年。
  - 『大日本害虫全書 前編』（増補改版）六盟館、1920年。
- 『大日本害虫全書 後編』六盟館、1915年。
  - 『大日本害虫全書 後編』六盟館、1916年。
- 『台湾甘蔗害虫編 付・益虫編』警醒社書店、1910年。

日本千虫図解 全4巻
- 『日本千虫図解 巻之1』警醒社書店、1904年。
- 『日本千虫図解 巻之2』警醒社書店、1905年。
- 『日本千虫図解 巻之3』警醒社書店、1906年。
- 『日本千虫図解 巻之4』警醒社書店、1907年。

続日本千虫図解 全4巻
- 『続日本千虫図解 巻1』警醒社書店、1912年。
- 『続日本千虫図解 巻2』警醒社書店、1910年。
- 『続日本千虫図解 巻3』警醒社書店、1911年。
- 『続日本千虫図解 巻4』警醒社書店、1912年。

新日本千虫図解 全4巻
- 『新日本千虫図解 巻之1』警醒社書店、1909年。
  - 『新日本千虫図解 巻之1』警醒社書店、1913年。
- 『新日本千虫図解 巻之2』警醒社書店、1913年。
  - 『新日本千虫図解 巻之2』警醒社書店、1916年。
- 『新日本千虫図解 巻之3』警醒社書店、1919年。
- 『新日本千虫図解 巻之4』警醒社書店、1921年。

増訂日本千虫図解 全2巻
- 『日本千虫図解 巻之1』（増訂）刀江書院、1930年。
- 『日本千虫図解 巻之2』（増訂）刀江書院、1930年。
- 『応用昆虫学 前編』警醒社書店、1917年。
- 『生物界の神秘』警醒社書店、1919年。
- 『人間学としての体育』警醒社書店、1923年。
- 『基督の本体 国民道徳より観たる』明治図書、1925年。
- 『進化と思想』大日本雄弁会、1925年。
- 『科学者が投じたる宗教界への爆弾』南海書院、1926年。
- 『新時代の国民体育』明治図書、1926年。
- 『作物害虫篇』警醒社書店、1927年。
- 『虫界の驚異』東京堂、1927年。
  - 『虫界の驚異』（4版）東京堂、1928年。
  - 『虫界の驚異』春日書房、1948年。
- 『面白き虫界の教材』東京堂、1928年。
- 『驚異と神秘の生物界』大日本雄弁会講談社、1928年。
- 『恋愛と年齢その他』春陽堂、1929年。

日本通俗昆虫図説 全5巻
- 『日本通俗昆虫図説 第1巻』（蝶之部）春陽堂教育図書出版部、1929年。
- 『日本通俗昆虫図説 第2巻』（蛾之部）春陽堂教育図書出版部、1930年。
- 『日本通俗昆虫図説 第3巻』（甲虫之部）春陽堂教育図書出版部、1931年。
- 『日本通俗昆虫図説 第4巻』（膜翅目・双翅目・有吻目之部）春陽堂教育図書出版部、1932年。
- 『日本通俗昆虫図説 第5巻』（脈翅目・直翅目・蜻蛉目之部）春陽堂教育図書出版部、1933年。
- 『農昆虫学』刀江書院、1930年。
- 『日本昆虫大図鑑』刀江書院、1931年。
  - 『日本昆虫大図鑑』（普及版）刀江書院、1935年。
- 『大日本害虫図説』明治図書、1932年。
- 『虫の社会生活』東京堂、1933年。
- 『昆虫物語』東京堂、1934年。
- 『生物の流転』東亜出版社、1947年。
- 『昆虫学概論』春日書房、1948年。
- 『松村松年自伝』造形美術協会出版局、1960年。

### 校閲
- 『昆虫標本製作法』（鳥羽源蔵 著、松村松年 校閲）有隣堂、1899年。
- 『蝶類名称類纂 : 附・日本産蝶類目録』（高野鷹蔵 編）警醒社書店、1907年。